# 韋士托夫種植園
韋士托夫種植園位於查爾斯市縣(維吉尼亞)的詹姆斯河北部。附近有維吉尼亞州際高速公路5, 運行在里士满和威廉斯堡之間。
韋士托夫種植園在大約1730由威廉修建,他是里士滿的創建者。它的特顯地方是它的隱藏的甬道、壯觀的庭院和細膩的建築。總面積是2,500 英畝。它的開放時間為每日上午9點到下午6點,但房子就不是對外開放的。